# Artur Sobiech
Artur Sobiech (* 12. Juni 1990 in Ruda Śląska) ist ein polnischer ehemaliger Fußballspieler.

## Karriere

### Verein

#### Jugend
Artur Sobiech begann mit dem Fußballspielen in seiner Geburtsstadt bei Grunwald Ruda Śląska. 2006 wechselte er im Alter von 16 Jahren in die Jugendabteilung von Ruch Chorzów. Hier spielte er in der Saison 2007/08 in der Młoda Ekstraklasa, in der die Jugendmannschaften aller Erstligisten gegeneinander antraten. In 26 Spielen erzielte er 16 Tore und wechselte in der folgenden Saison in die Profimannschaft.

#### Ruch Chorzów
In zwei Spielzeiten bei Ruch Chorzów absolvierte Sobiech 47 Partien und erzielte 12 Tore. Zehn davon in der Saison 2009/10. Sein Debüt in der höchsten polnischen Spielklasse gab der Stürmer am 10. August 2008 im Auswärtsspiel gegen Górnik Zabrze. Dabei wechselte Ruch-Trainer Dušan Radolský Sobiech in der 90. Minute für Marcin Zając ein. 2009 erreichte er mit dem Team das Finale um den Puchar Polski, dem nationalen Pokal. Im Endspiel scheiterte der Klub dann aber an Lech Posen. In der Finalbegegnung wurde Sobiech zur 55. Minute für Marcin Nowacki eingewechselt, konnte die Niederlage aber auch nicht mehr abwenden.

#### Polonia Warschau

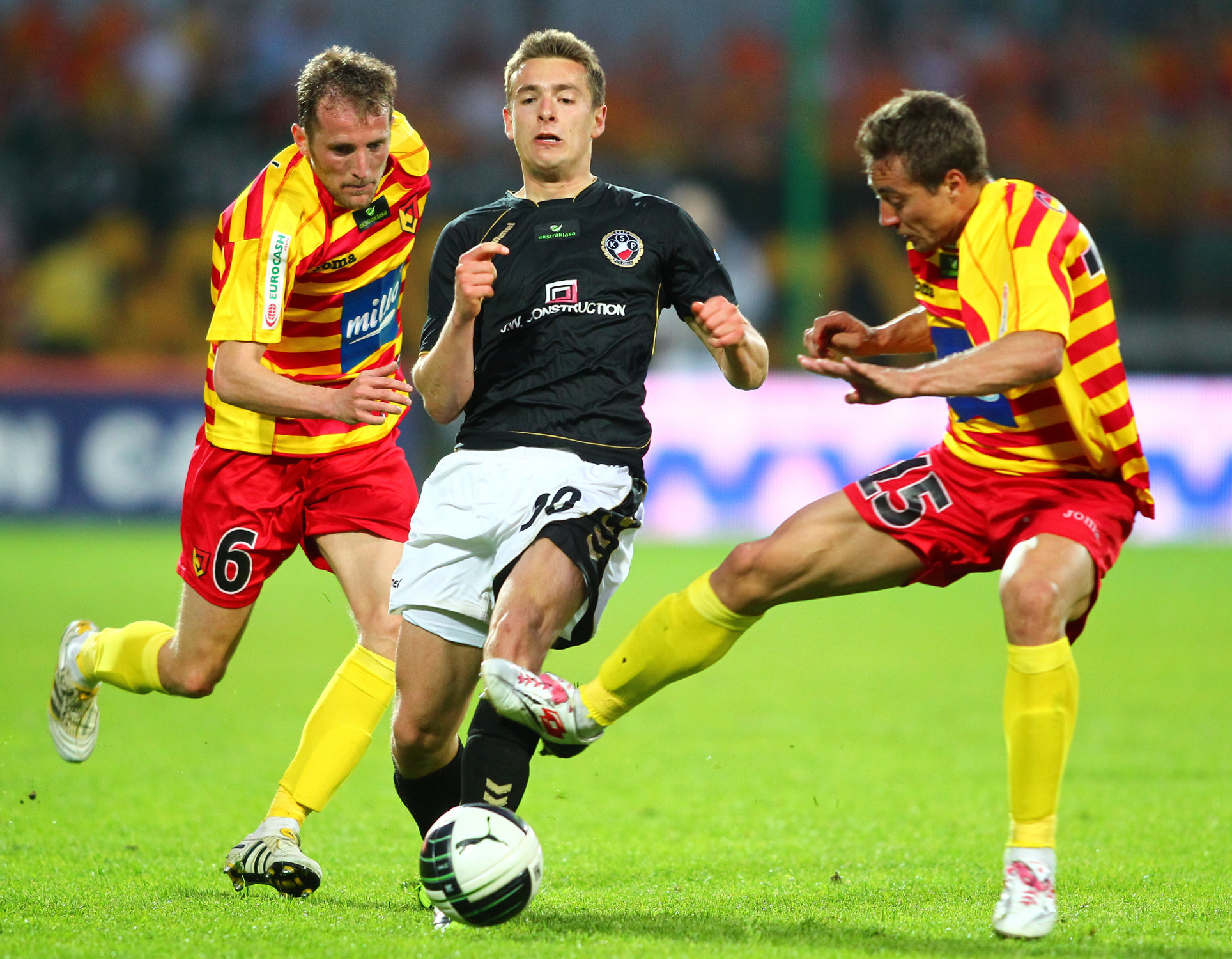
Sobiech im Kampf um den Ball für Polonia Warschau (2011)

Zur Saison 2010/11 wurde er für eine Ablösesumme von einer Million Euro von Polonia Warschau verpflichtet. Bis heute ist es die höchste Ablösesumme die zwischen zwei polnischen Teams gezahlt wurde. Am 6. August 2010 debütierte er dann im Spiel gegen Górnik Zabrze, als er in der 46. Spielminute für Daniel Gołębiewski eingewechselt wurde. In Warschau entwickelte sich Sobiech daraufhin schnell zum Stammspieler und erzielte in seinen 27 Spielen für Polonia insgesamt 9 Tore.

#### Hannover 96
Zur Saison 2011/12 wechselte Sobiech zum deutschen Bundesligisten Hannover 96, für den er am 18. September 2011 (6. Spieltag) beim 2:1-Sieg im Heimspiel gegen Borussia Dortmund mit Einwechslung in der 83. Spielminute für Jan Schlaudraff debütierte – und in der Nachspielzeit wegen groben Foulspiels mit der Roten Karte des Feldes verwiesen wurde. Dies ist der schnellste direkte Platzverweis eines Debütanten in der Geschichte der Bundesliga. Sein erstes Tor für Hannover 96 schoss er am 15. Dezember 2011 im letzten Spiel der UEFA-Europa-League-Gruppenphase gegen Worskla Poltawa. Sein erstes Bundesliga-Tor erzielte er am 11. Februar 2012 gegen den 1. FSV Mainz 05. Wenige Tage später, am 16. Februar, verschaffte er 96 im Hinspiel der UEFA-Europa-League-Zwischenrunde eine gute Ausgangsposition: Im Heimspiel glich er gegen den FC Brügge den vorherigen Rückstand durch sein Tor zum 1:1 aus und holte dann den Elfmeter heraus, der zum Siegtreffer durch Jan Schlaudraff führte. 2016/17 lief er im Abwesenheitsfall Schmiedebachs als Kapitän von 96 auf.

#### SV Darmstadt 98
Nachdem sein Vertrag in Hannover ausgelaufen war, wechselte Sobiech im Juli 2017 ablösefrei zum SV Darmstadt 98. Er unterschrieb beim Absteiger der Vorsaison einen Vertrag bis Juni 2019. Dort debütierte er beim 1:0-Sieg gegen die SpVgg Greuther Fürth am 29. Juli 2017, dem 1. Spieltag der Saison 2017/18. Sein erstes Pflichtspieltor für Darmstadt erzielte er bei der 1:3-Niederlage gegen Jahn Regensburg am 12. August 2017 in der ersten Hauptrunde des DFB-Pokals 2017/18.

#### Lechia Gdańsk
Am 8. August 2018 wechselte er zurück in seine Heimat Polen und schloss sich für drei Spielzeiten Lechia Gdańsk an. Mit dem Verein konnte er 2019 den nationalen Pokal gewinnen. Der eingewechselte Sobiech schoss hierbei den 1:0-Siegtreffer in der Nachspielzeit des Finales gegen Jagiellonia Białystok.

#### Wechsel in die Türkei
In der Winterpause der Saison 2019/2020 wechselte Sobiech zum türkischen Zweitligisten Fatih Karagümrük SK, wo er einen  Vertrag bis zum 30. Juni 2021 unterschrieb.

#### Rückkehr nach Polen
Zur Saison 2021/22 unterzeichnete Sobiech einen Vertrag bei Lech Posen.

#### Wechsel nach Zypern
Im Sommer 2024 schloss sich Sobiech dem zyprischen Erstligisten Ethnikos Achnas an. Nach 14 Ligaspielen und vier weiteren in der Abstiegsrunde, bei der der Abstieg erfolgreich verhindert werden konnte, beendete Sobiech im Sommer 2025 seine aktive Laufbahn.

### Nationalmannschaft
In der polnischen Nationalmannschaft debütierte Artur Sobiech am 29. Mai 2010 bei einem Freundschaftsspiel gegen Finnland. Bei dem 0:0 wurde der Angreifer von Nationaltrainer Franciszek Smuda in der 89. Minute für Ireneusz Jeleń eingewechselt. Zuvor wurde Sobiech bereits in den Kader der U21 des Landes berufen. Sein erstes Länderspieltor erzielte Sobiech am 22. Mai 2012 beim 1:0-Testspiel-Erfolg gegen Lettland. Er nahm an der Fußball-Europameisterschaft 2012 im eigenen Land teil, kam jedoch zu keinem Spieleinsatz. Sein 13. Länderspielspieleinsatz im Freundschaftsspiel gegen Tschechien am 17. November 2015 war sein letzter für die polnische Nationalmannschaft.

## Privates
Sobiech ist mit der polnischen Handballspielerin Bogna Sobiech verheiratet. Gemeinsam haben sie eine Tochter.

## Erfolge
- Polnischer Jugendmeister mit Ruch Chorzów: 2009
- Polnischer Pokalsieger mit Lechia Gdańsk: 2019
- Polnischer Superpokalsieger mit Lechia Gdańsk: 2019
- Polnischer Meister mit Lech Posen: 2022